# US Open 2015 (9-Ball)
Die US Open 2015 (offiziell: US Open 9-Ball Championship 2015) waren die 40. Austragung der US Open in der Poolbillarddisziplin 9-Ball. Sie fanden vom 25. bis 30. Oktober 2015 im Marriott Chesapeake in Chesapeake, Virginia, in den USA statt.
Der Taiwaner Cheng Yu-hsuan gewann das Finale mit 13:6 gegen den Engländer Karl Boyes und gewann damit als dritter Asiate nach Efren Reyes (1994) und Alex Pagulayan (2005) die US Open.
Titelverteidiger Shane van Boening belegte den 25. Platz. Bester Deutscher war Ralf Souquet, der mit 6:11 gegen den Chinese Liu Haitao ausschied und auf den vierten Platz kam. Albin Ouschan wurde als bester Österreicher Siebzehnter.

## Modus
Das Turnier wurde im Doppel-K.-o.-System gespielt. Das bedeutet, dass ein Spieler erst nach der zweiten Niederlage aus dem Turnier ausscheidet. In der Vorrunde war das Ausspielziel 11 Spiele, im Finale 13 Spiele. Es wurde mit Winnerbreak gespielt.

## Rangliste
Im Folgenden sind die 32 bestplatzierten Spieler angegeben.
| Platz | Spieler            |
| ----- | ------------------ |
| 1     | Cheng Yu-hsuan     |
| 2     | Karl Boyes         |
| 3     | Liu Haitao         |
| 4     | Ralf Souquet       |
| 5     | Jayson Shaw        |
| 5     | Hsu Kai-lun        |
| 7     | Dennis Orcollo     |
| 7     | Ruslan Tschinachow |
| 9     | Corey Deuel        |
| 9     | Justin Bergman     |
| 9     | Jundel Mazon       |
| 9     | Oliver Ortmann     |
| 13    | Mike Dechaine      |
| 13    | Jeffrey Ignacio    |
| 13    | Carlo Biado        |
| 13    | Rodney Morris      |

| Platz | Spieler             |
| ----- | ------------------- |
| 17    | Francisco Felicilda |
| 17    | Darren Appleton     |
| 17    | Waren Kiamco        |
| 17    | Mika Immonen        |
| 17    | Denis Grabe         |
| 17    | Albin Ouschan       |
| 17    | Dang Jinhu          |
| 17    | Li Hewen            |
| 25    | Daryl Peach         |
| 25    | Roberto Gomez       |
| 25    | Skyler Woodward     |
| 25    | Thorsten Hohmann    |
| 25    | Shane van Boening   |
| 25    | Nick van den Berg   |
| 25    | Jason Klatt         |
| 25    | Marco Teutscher     |